# Joseph Wilde
Joseph Wilde (* 9. Juni 1778 in Friedewalde bei Grottkau/Schlesien, heute Skoroszyce, Powiat Nyski, Woiwodschaft Opole, Polen; † 2. Dezember 1831 in Wien, Kaisertum Österreich) war ein schlesischer Komponist, Dirigent und Geiger.

## Leben
Wilde war der Sohn eines Schullehrers. Vermutlich kam um 1790 nach Wien. 1804 heiratete er und 1806 wurde er Mitglied in der Tonkünstler-Sozietät. Anfangs war er Mitglied in der Kapelle von Franz Martin Pecháček in der Mehlgrube in Wien I. Daneben war er auch als Kirchenmusiker tätig. 1814 wurde er Musikdirektor der Redoutensäle ernannt. Er spielte auf den Tanzveranstaltungen während des Wiener Kongresses mit bis zu 80 Mann starken Orchestern. 1829 zog er sich zurück. Bis Januar 1831 leitet er noch den Hofballmusik. Dabei assistierten ihm Johann Strauss Vater und Joseph Lanner. Mitte der 1820er war er der meistgenannte Tanzmusikkomponist. Für die Entwicklung der Tanzmusik im 19. Jh. war er mit seinen Melodiebildungen und Coda-Experimenten von zentraler Bedeutung. Er führte Galopp und Csárdas als Gesellschaftstänze ein.